# Liste des musées de l'Aveyron
Ceci est une liste non exhaustive des musées situés dans le département de l'Aveyron.

## Aubin
- Musée de la mine Lucien Mazars

## Cabanès
- Musée de la Résistance de Villelongue

## Coupiac
- Musée de la marionnette

## La Couvertoirade
- Musée de la traction animale

## Cransac
- Musée de la mémoire

## Decazeville
- Musée régional de géologie

## Durenque
- Musée François Fabié

## Espalion
- Musée des arts et traditions populaires Joseph Vaylet
- Musée des mœurs et coutumes (Musée du Rouergue)
- Musée du Scaphandre

## Laguiole
- Musée du couteau

## Laissac
- Musée du Laissagais

## Millau
- Musée de Millau et des Grands Causses

## Montpeyroux
- Musée du château du Bousquet

## Montrozier
- Musée archéologique départemental de Montrozier (Musée du Rouergue)

## Pradinas
- Musée des traditions agricoles du Ségala

## Rodez
- Galerie Sainte-Catherine
- Musée des beaux-arts Denys-Puech (Musée de France)
- Musée Fenaille (Musée de France)
- Musée Soulages (Musée de France)

## Saint-Beauzély
- Musée des Métiers de la Pierre et de la Vie rurale (Musée du Rouergue)

## Saint-Jean-du-Bruel
- Noria, musée de l'eau

## Saint-Jean-et-Saint-Paul
- Espace Botanique Hippolyte Coste-Saint-Paul-des-Fonts

## Saint-Léons
- Musée Jean-Henri Fabre (Micropolis, la cité des insectes)

## Saint-Sever-du-Moustier
- Musée des Arts Buissonniers

## Salles-la-Source
- Musée des arts et métiers traditionnels (Musée du Rouergue)

## Salmiech
- Musée du Charroi rural et de l'Artisanat local traditionnel (Musée du Rouergue)

## Sauveterre-de-Rouergue
- Musée du Pôle des métiers d'art du Pays Ségali

## Villefranche-de-Rouergue
- Musée municipal Urbain Cabrol

## Sources
- Liste des musées et sites culturels aveyronnais - Académie de Toulouse